# Auenheim
Auenheim je občina v departmaju Bas-Rhin francoske regije Alzacija.
Leta 2008 je v občini živelo 848 oseb oz. 200 oseb/km².